# Піраміда (альбом)
«Піраміда» — сьомий студійний альбом українського гурту «Друга Ріка», реліз якого відбувся 20 грудня 2017 року на лейблі Lavina Music у вигляді цифрового завантаження. На CD платівка стала доступною 25 січня 2018 року.
За кількістю відзнятих відеокліпів цей альбом є найбільшим — 8 із 9 пісень.

## Про альбом
Платівка складається із 9 композицій, робота над якими тривала понад рік. Протягом цього часу 3 пісні було представлено як сингли разом із музичними відео: «Монстр», «Ангел» і Ти є я. Вперше у звучанні гурту можна почути духові інструменти — валторна, труба і тромбон звучать у треках «Секрет» і «Доки я не пішов», а в «Брудний і милий» — цимбали.
|                                 | Незважаючи на те, що тема втрати і страху не на останньому місці, альбом, на мою думку, звучить як антиутопія, тому що переповнений любов’ю, сексом та життям – як воно є. Ми таки збудували свою «Піраміду», до якої йшли все своє життя. І ми вдячні Богу за всі Його уроки, що дарував нам дорогою до цієї вершини. Цей альбом, ця «Піраміда» — є те, ким ми хотіли бути все своє життя». |
| — Валерій Харчишин, лідер гурту | |

На початку січня до ротації українських радіостанцій потрапила пісня «Секрет», допрем'єрний показ відео на яку відбулася 24 квітня у рамках квартирника з Дашою Коломієць від Megogo, а 25 квітня робота стала доступною і на офіційному YouTube-каналі. Відео на пісню «Доки я не пішов» з'явилося 8 лютого на офіційному каналі колективу, котра стала саундтреком до фільму «Легенда Карпат», де Валерій Харчишин зіграв головну роль . Майже рік потому, пісня «Оооо/Брудний і милий» стала саундтреком до ще одного українського фільму за участі Валерія Харчишина — «Зустріч однокласників». Влітку, по закінченню міні-туру по США, на офіційних сторінках у соцмережах колективу з'явилася новина про те, що композиція «Сьомий день» стала гімном великого мультимедійного проекту «Я, Ніна», мета якого — змінити ставлення суспільства до онкохворих та хворих на рак до самих себе. У рамках цього проекту буде видано книгу, засновану на реальних подіях життя відомої телеведучої Яніни Соколової, знято повнометражний художній фільм «Я, Ніна» за участю Валерія Харчишина та кліп на дану пісню (представлений 10 вересня).

## Промоушн та тур на підтримку альбому
Вперше нову платівку гурт зіграв 31 грудня у Лондоні. Наприкінці зими Друга Ріка вирушить у тур містами України, що розпочався у Львові та завершиться концертом у Києві навесні 2018 року. Інформація про всеукраїнський тур ДР з'явилася на офіційному сайті гурту 16 січня 2018 року, згідно з якою колектив дав концерти у 25 містах України. Наприкінці квітня стала відомою дата проведення фінального концерту туру у Києві — 14 червня 2018 року у Зеленому Театрі.
| Дата       | Місто        | Майданчик                                                       |
| ---------- | ------------ | --------------------------------------------------------------- |
| 14.02.2018 | Львів        | Малевич Concert Arena & Night Club                              |
| 23.02.2018 | Чернівці     | Чернівецький музично-драматичний театр імені Ольги Кобилянської |
| 24.02.2018 | Хмельницький | Хмельницький академічний театр імені М.Старицького              |
| 01.03.2018 | Рівне        | ГДК «Текстильник»                                               |
| 02.03.2018 | Луцьк        | РЦ «Промінь»                                                    |
| 03.03.2018 | Ужгород      | Закарпатський обласний український музично-драматичний театр    |
| 08.03.2018 | Кривий Ріг   | Палац молоді і студентів                                        |
| 09.03.2018 | Дніпро       | ДК «Шинник»                                                     |
| 10.03.2018 | Черкаси      | Палац культури «Дружба Народів»                                 |
| 15.03.2018 | Миколаїв     | Концерт-хол «Юність»                                            |
| 16.03.2018 | Херсон       | Double club                                                     |
| 17.03.2018 | Одеса        | Palladium Night Club                                            |
| 23.03.2018 | Полтава      | Концерт-хол «Villa Крокодила»                                   |
| 24.03.2018 | Харків       | Клуб «Місто»                                                    |
| 25.03.2018 | Запоріжжя    | Концертний зал імені М. І. Глінки                               |
| 14.06.2018 | Київ         | Зелений Театр                                                   |

| Сет-лист туру (наведено концерт у Києві 14.06.2018 у Зеленому Театрі) | Сет-лист туру (наведено концерт у Києві 14.06.2018 у Зеленому Театрі)                                                  | Сет-лист туру (наведено концерт у Києві 14.06.2018 у Зеленому Театрі) |
| #                                                                     | Назва | Тривалість                                                            |
| --------------------------------------------------------------------- | --- | --------------------------------------------------------------------- |
| 1.                                                                    | «Ти є я» (Піраміда, 2017)                                                                                              |                                                                       |
| 2.                                                                    | «Париж (Дай Мені Вогню)» (Supernation, 2014)                                                                           |                                                                       |
| 3.                                                                    | «Не видавай» (Піраміда, 2017)                                                                                          |                                                                       |
| 4.                                                                    | «Монстр» (Піраміда, 2017)                                                                                              |                                                                       |
| 5.                                                                    | «Пробач (Все Мине)» (Metanoia. Part 1, 2012)                                                                           |                                                                       |
| 6.                                                                    | «Оооо/Брудний і милий» (Піраміда, 2017)                                                                                |                                                                       |
| 7.                                                                    | «Незнайомка» (Metanoia. Part 1, 2012)                                                                                  |                                                                       |
| 8.                                                                    | «Сьомий день» (Піраміда, 2017)                                                                                         |                                                                       |
| 9.                                                                    | «Секрет» (Піраміда, 2017)                                                                                              |                                                                       |
| 10.                                                                   | «Я чую» (Supernation, 2014 - Єдине відоме виконання у Києві 14.06. Також гурт виконав «000 Т.Б» у Хмельницькому 24.02) |                                                                       |
| 11.                                                                   | «Ангел» (Піраміда, 2017)                                                                                               |                                                                       |
| 12.                                                                   | «Stop» (Supernation, 2014 - Єдине відоме виконання у Києві 14.06)                                                      |                                                                       |
| 13.                                                                   | «Денніч» (Денніч, 2006)                                                                                                |                                                                       |
| 14.                                                                   | «Доки я не пішов» (Піраміда, 2017)                                                                                     |                                                                       |
| 15.                                                                   | «Мікрофони» (Мода, 2008)                                                                                               |                                                                       |
| 16.                                                                   | «Відчиняй» (Рекорди, 2005)                                                                                             |                                                                       |
| 17.                                                                   | «Дотик» (Мода, 2008)                                                                                                   |                                                                       |
| 18.                                                                   | «Ти зі мною (Я Здаюсь)» (Metanoia. Part 1, 2012)                                                                       |                                                                       |
| 19.                                                                   | «Дощ (Хай вмиє нас)» (Піраміда, 2017)                                                                                  |                                                                       |
| 20.                                                                   | «Так мало тут тебе» (Рекорди, 2005 - На біс)                                                                           |                                                                       |
| 21.                                                                   | «Фурія» (Мода, 2008 - На біс)                                                                                          |                                                                       |
| 22.                                                                   | «Три хвилини» (Рекорди, 2005 - На біс)                                                                                 |                                                                       |
| 23.                                                                   | «П’ю з твоїх долонь» (Рекорди, 2005 - На біс)                                                                          |                                                                       |

Разом із розкладом туру на підтримку альбому, 16 та 25 січня, в офіційних спільнотах та на офіційній сторінці ДР у Youtube, було викладено по частинах документальний мініфільм про роботу над альбомом, де музиканти розповідали про процес роботи над ним, його запис та особисті враження від набутого досвіду  .

## Відгуки
В цілому, альбом був прийнятий позитивно як критиками, так і колегами музикантів.
|                                      | В альбомі «Піраміда» «Друга Ріка» закриває власні гештальти і проговорює непроговорене. Страх і крах – теми, які пронизують всі пісні. Але коннект із вищими силами наприкінці все ж натякає, що в цій історії можливий хепі-енд. Два роки тому гурт створив концертну програму із оркестром НАОНІ – не дивно, що у нових піснях («Секрет», «Доки я не пішов» та інші) є народні інструменти. А ось «Монстр», «Ангел» і далі за списком – композиції в рамках хітової формули, вже знайомої для слухачів «Другої Ріки». У новому альбомі гурту вдалося зазирнути в очі власним фобіям і при цьому залишитися в затишній зоні комфорту в звучанні. |
| — Філ Пухарєв, редактор Karabas Live | |

## Список композицій
| #     | Назва                  | Тривалість |
| ----- | ---------------------- | ---------- |
| 1.    | «Секрет»               | 4:40       |
| 2.    | «Доки я не пішов»      | 3:33       |
| 3.    | «Ти є я»               | 3:48       |
| 4.    | «Оооо/Брудний і милий» | 5:11       |
| 5.    | «Монстр»               | 3:46       |
| 6.    | «Ангел»                | 3:23       |
| 7.    | «Сьомий день»          | 4:35       |
| 8.    | «Не видавай»           | 4:18       |
| 9.    | «Дощ/Хай вмиє нас»     | 5:34       |
| 38:55 |                        |            |

## Чарти
Після релізу альбом одразу потрапив на перше місце у чарти Google Play та утримував цю позицію протягом двох тижниів, поки не поступився альбому Тараса Чубая — «Наше Різдво (Продовження)», змістивши його на друге місце. Загалом платівка залишалась у ТОР 10 протягом півтора місяця.
| Рік  | Ресурс      | Позиція |
| ---- | ----------- | ------- |
| 2017 | Google Play | 1       |

| Рік  | Ресурс                             | Позиція |
| ---- | ---------------------------------- | ------- |
| 2018 | Google Play                        | 1       |
| 2018 | iTunes Тор 100 Ukraine Rock Albums | 30      |

| Рік  | Ресурс      | Позиція |
| ---- | ----------- | ------- |
| 2019 | Google Play | 34      |

Згідно інформації ресурсів ФДР, Top40charts та tophit.ua, у 2017—2019 роках до чарту потрапили наступні пісні з альбому: «Монстр», «Ангел», «Ти є я», «Секрет», «Доки я не пішов», «Дощ (Хай Вмиє Нас)», «Оооо/Брудний і милий» та «Сьомий день» .
| Композиція             | Ukraine Top 40 | Rock Top 20 | Top City & Country Radio Hits | Europe Official Top 100 |
| ---------------------- | -------------- | ----------- | ----------------------------- | ----------------------- |
| «Монстр»               | 16             | -           | 21                            | -                       |
| «Ангел»                | 12             | -           | 46                            | 54                      |
| «Ти є я»               | -              | 4           | -                             | -                       |
| «Секрет»               | -              | 8           | 1                             | -                       |
| «Доки я не пішов»      | -              | 10          | -                             | -                       |
| «Дощ (Хай Вмиє Нас)»   | -              | 11          | 59                            | -                       |
| «Оооо/Брудний і милий» | 11             | 4           | 76                            | -                       |
| «Сьомий день»          | 22             | 4           | -                             | -                       |

## Учасники запису
Друга Ріка
- Валерій Харчишин — вокал, тексти
- Олександр Барановський — гітара
- Дорошенко Олексій — ударні, перкусія
- Біліченко Сергій — гітара
- Сергій Гера (Шура) — клавішні
- Андрій Лавриненко — бас-гітара

Запрошені музиканти
- Микола Блошкін — тромбон (треки 1 та 2)
- Олександр Нужда — труба (трек 1)
- Тарас Довгопол — валторна (треки 1 та 2)
- Андрій Войчук — цимбали (трек 4)
- Віталій Телезін — програмування, синтезатори, перкуссія та бек-вокал (трек 4)